# 中国科学院大学天文与空间科学学院
中国科学院大学天文与空间科学学院是2015年中国科学院大学组建成立的学院。中国科学院大学于2015年6月4日宣布成立天文与空间科学学院，简称天文学院，院长由中国科学院国家天文台台长严俊担任，国家天文台党委书记赵刚、中科院空间科学与应用研究中心副主任孟新、国家天文台研究员刘继峰担任副院长。该学院拥有13位两院院士、17位“国家杰出青年科学基金”获得者。相关责任单位拥有并开放运行着郭守敬望远镜 LAMOST、500米口径球面射电望远镜 FAST、上海天文台天马65米射电望远镜、硬X射线调制望远镜 HXMT、暗物质卫星 DAMPE、南极昆仑站2.5米口径光学/红外望远镜 KDUST 和 5米口径太赫兹望远镜 DATE5等几乎中国大陆全部的天文观测研究设施。